# The Theory of Everything (Ayreon)
The Theory of Everything è l'ottavo album in studio del gruppo musicale olandese Ayreon, pubblicato il 28 ottobre 2013 dalla Inside Out Music.

## Descrizione
Si tratta di un'opera rock suddivisa in due dischi, i quali comprendono quattro fasi da oltre 20 minuti per un totale di 42 brani. Oltre a Arjen Anthony Lucassen e al batterista Ed Warby, anche in questo album hanno preso parte numerosi cantanti e strumentisti, tra cui Cristina Scabbia dei Lacuna Coil, Marco Hietala dei Nightwish, Jordan Rudess dei Dream Theater, Steve Hackett e Keith Emerson.

## Tracce
Testi di Arjen Anthony Lucassen e Lori Linstruth, musiche di Arjen Anthony Lucassen.
CD 1
- Phase I: Singularity – 23:29

1. Prologue: The Blackboard – 1:55
2. The Theory of Everything Part 1 – 3:02
3. Patterns – 1:04
4. The Prodigy's World – 1:32
5. The Teacher's Discovery – 2:58
6. Love and Envy – 2:40
7. Progressive Waves – 3:16
8. The Gift – 2:38
9. The Eleventh Dimension – 1:46
10. Inertia – 0:46
11. The Theory of Everything Part 2 – 1:52

- Phase II: Symmetry – 21:31

1. The Consulation – 3:50
2. Diagnosis – 2:49
3. The Argument 1 – 0:24
4. The Rival's Dilemma – 2:22
5. Surface Tension – 0:57
6. A Reason to Live – 0:45
7. Potential – 3:14
8. Quantum Chaos – 2:09
9. Dark Medicine – 1:24
10. Alive! – 2:29
11. The Prediction – 1:08

CD 2
- Phase III: Entanglement – 22:34

1. Fluctations – 1:02
2. Transformation – 3:13
3. Collision – 3:27
4. Side Effects – 2:59
5. Frequency Modulation – 1:45
6. Magnetism – 3:54
7. Quid Pro Quo – 3:09
8. String Theory – 1:29
9. Fortune? – 1:36

- Phase IV: Unification – 22:20

1. Mirror of Dreams – 2:30
2. The Lighthouse – 3:17
3. The Argument 2 – 0:49
4. The Parting – 3:27
5. The Visitation – 3:27
6. The Breakthrough – 2:00
7. The Note – 1:12
8. The Uncertainty Principle – 2:09
9. Dark Energy – 0:44
10. The Theory of Everything Part 3 – 1:29
11. The Blackboard (Reprise) – 1:16

DVD bonus nell'edizione limitata
1. The Making of The Theory of Everything – 47:49
2. Full Length Artist Interviews – 91:39
3. Recording Sessions Time Lapse – 12:56

## Formazione
Musicisti
- JB – voce di The Teacher
- Sara Squadrani – voce di The Girl
- Michael Mills – voce di The Father, bouzouki irlandese (CD 2: traccia 10)
- Cristina Scabbia – voce di The Mother
- Tommy Karevik – voce di The Prodigy
- Marco Hietala – voce di The Rival
- John Wetton – voce di The Psychiatrist
- Arjen Anthony Lucassen – chitarra elettrica e acustica, basso, mandolino, sintetizzatore analogico, hammond, solina strings
- Ed Warby – batteria
- Wilmer Waarbroek – cori, voce narrante
- Jeroen Goossens – flauto (CD 1: tracce 2, 9, 11, 13, 15 e 18; CD 2: tracce 8, 19), flauto basso (CD 1: traccia 13), flauto di bamboo (CD 2: traccia 1), ottavino (CD 2: traccia 8), flauto contrabbasso (CD 2: traccia 11)
- Rick Wakeman – tastiera (CD 1: traccia 2), assolo di minimoog (CD 1: tracce 13, 16)
- Ben Mathot – violino (CD 1: tracce 3, 5, 6, 7, 11 e 18; CD 2: tracce 2, 4, 8, 18 e 19)
- Troy Donockley – uilleann pipes (CD 1: traccia 7; CD 2: traccia 6), low whistle (CD 1: traccia 7; CD 2: tracce 7, 10), high whistle (CD 1: traccia 15)
- Keith Emerson – assolo di moog modular (CD 1: traccia 7)
- Jordan Rudess – assolo di sintetizzatore (CD 1: traccia 7)
- Maaike Peterse – violoncello (CD 1: tracce 15, 18 e 21; CD 2: tracce 6, 8, 10, 11, 18, 19 e 20)
- Siddharta Barnhoorn – orchestrazione (CD 2: tracce 8, 13, 18, 19)
- Steve Hackett – assolo di chitarra (CD 2: traccia 13)

Produzione
- Arjen Lucassen – produzione, registrazione, missaggio
- Brett Caldas-Lima – mastering

## Classifiche
| Classifica (2013) | Posizione massima |
| ----------------- | ----------------- |
| Austria           | 37                |
| Belgio (Fiandre)  | 58                |
| Belgio (Vallonia) | 56                |
| Finlandia         | 28                |
| Germania          | 21                |
| Norvegia          | 26                |
| Paesi Bassi       | 3                 |
| Svezia            | 46                |
| Svizzera          | 41                |